# TMNT (computerspel)
TMNT is een actie/avonturen multi-platform videospel met in de hoofdrol de Teenage Mutant Ninja Turtles. Het spel werd uitgebracht voor de Xbox, Xbox 360, Wii, PlayStation 2, en Nintendo GameCube consoles, en voor de PC op 20 maart 2007. Het spel is qua verhaal gebaseerd op de film TMNT.

## Speelwijze
De speelwijze in TMNT bevat veel acrobatische segmenten in de stijl van andere Ubisoft spellen zoals de Prince of Persia. Ubisoft maakte bekend dat het spel zich foust op de vier Turtle broers die onderling hun verschillen ontdekken en familieproblemen ondervinden.
Het spel wordt verteld vanuit het perspectief van de vier Turtles en Meester Splinter, en is gelijk aan de plot van de film. Het begint met Leonardo in Zuid-Amerika, gaat dan door naar Raphael in  New York, vervolgens Donatello in de riolen en ten slotte Michelangelo (eveneens in New York). Het spel sluit uiteindelijk af met het verhaal hoe de Turtles weer samenkomen en het kwaad nogmaals bevechten.

## Platforms
| Jaar | Platform                                                          |
| ---- | ----------------------------------------------------------------- |
| 2003 | Xbox                                                              |
| 2007 | Game Boy Advance, GameCube, PlayStation 2, Wii, Windows, Xbox 360 |

## Ontvangst
De kritische reacties op het spel waren op zijn best matig. IGN gaf een score van 6.0 (6.0 voor GameCube, PlayStation 2, Xbox, en PC versies). De Game Boy Advance versie werd echter hoog geprezen door zowel de pers als spelers vanwege de 2-D sidescroling presentatie die gelijk is aan de oude arcade en NES spellen. Veel spelers waren teleurgesteld dat het spel geen multiplayer mode had daar het spel wel gebaseerd is op spelen met de vier Turtle personages.
De Wii versie werd bekritiseerd omdat deze maar heel weinig gebruik maakte van de Wii-afstandsbediening.
Echter, in april 2007 maakte Ubisoft bekend dat TMNT de verkoop van hun spellen had verhoogd met 1,1 miljoen exemplaren

| Beoordeeld door       | Platform      | Datum         | Score |
| --------------------- | ------------- | ------------- | ----- |
| GameSpy               | Windows       | 21 maart 2007 | 70%   |
| videogamer.com        | PlayStation 2 | 17 april 2007 | 60%   |
| IGN                   | Windows       | 21 maart 2007 | 60%   |
| IGN Australia         | Xbox 360      | 28 maart 2007 | 60%   |
| Common Sense Media    | Wii           | 17 april 2007 | 60%   |
| IGN                   | GameCube      | 21 maart 2007 | 60%   |
| The Video Game Critic | Xbox 360      | 19 juni 2007  | 58%   |
| Jeuxvideo.com         | Wii           | 23 maart 2007 | 55%   |
| GamerDad              | PlayStation 2 | 15 juni 2007  | 50%   |
| FZ                    | Xbox 360      | 9 april 2007  | 30%   |